# Mutwanga
Mutwanga est une ville[pas clair] du   territoire de Beni dans la province du Nord-Kivu, à l'est de la république démocratique du Congo.

## Géographie
Elle  est située sur la route nationale RN 4 à 334 km au nord du chef-lieu provincial Goma.

## Économie
On y retrouve notamment la centrale hydroélectrique Mutwanga (en).La centrale électrique de Mutwanga est une mini-centrale hydroélectrique sur la rivière, d'une capacité de 9,4 mégawatts. C'est l'une des trois mini-centrales hydroélectriques prévues pour la construction dans le Parc national des Virunga, au Nord-Kivu, dans l'est de la RDC.  